# RAID (французький поліцейський підрозділ)
RAID (абр. від фр. Recherche, Assistance, Intervention, Dissuasion, укр. Пошук, Допомога, Втручання, Стримування) — елітний підрозділ Національної поліції Франції, який спеціалізується  на боротьбі з тероризмом, організованою злочинністю, порятунку заручників та інших спеціальних операціях де сил та засобів звичайних працівників поліції недостатньо.  Підрозділ оснащений найсучаснішим озброєнням та спецзасобами для виконання найскладніших завдань.
З 2009 року RAID і Науково-інтервенційна бригада (BRI) стали окремими підрозділами Національної поліції, які підпорядковуються безпосередньо Префектурі поліції Парижа (фр. Préfecture de police de Paris), які є складовими Сил втручання Національної поліції (фр. Force d'intervention de la Police nationale) або FIPN. При залученні оперативну групу очолює командувач RAID. На початку 2015 року сім регіональних підрозділів Національної поліції, раніше відомі як Групи втручання Національної поліції (GIPN), були назавжди інтегровані в RAID.

## Завдання
Серед основних завдань RAID:
- Контртерроризм в координації з UCLAT, координаційний підрозділ з боротьби з тероризмом (Французькою: Unité de coordination de la lutte anti-terroriste).
- Порятунок заручників
- Захист VIP-персон
- Захист деяких французьких посольств у країнах, що постраждали від війни (місія спільно з GIGN жандармерії)
- Придушення тюремних заворушень
- Допомога іншим відділам поліції, які борються з організованою злочинністю
- Розшукові дії та арешт особливо небезпечних злочинців
- Навчання та допомога іноземним силам поліції

## Історія
До створення спецпідрозділу RAID Національна поліція не мала подібного національного підрозділу подібного до GIGN Національної жандармерії, а натомість опиралася на сили регіональних підрозділів: BRI в Парижі та GIPN в провінціях. П’єр Джоксе був головним комісаром французької поліції, який відіграв ключову роль у створенні підрозділу RAID у 1985 році. Він був переконаний, що французькій поліції потрібен спеціальний підрозділ, який міг би ефективно боротися з тероризмом і іншими небезпечними злочинами. Він був призначеним першим командиром підрозділу та особисто відбирав перших офіцерів RAID. 
Комісар Роберт Бррусар був головним інструктором першого курсу підготовки для офіцерів RAID. Бррусар особисто розробив програму підготовки для офіцерів RAID, і він особисто брав участь у її проведенні.
Перша операція RAID відбулася 1 грудня 1985 року в місті Нант. Офіцери RAID були викликані на місце, де чотири озброєні чоловіки захопили сімох заручників у будівлі банку. Офіцери RAID провели переговори з терористами протягом 12 годин, але ті відмовилися здатися. Врешті-решт офіцери RAID штурмували будівлю і вбили всіх чотирьох терористів. Заручники були врятовані без жодної травми. Ця операція була успішною, але вона також призвела до смерті чотирьох терористів. Це викликало критику з боку деяких людей, які вважали, що офіцери RAID могли б уникнути кровопролиття, продовжуючи переговори з терористами. Однак інші люди підтримали рішення офіцерів RAID штурмувати будівлю, вважаючи, що це був єдиний спосіб гарантувати безпеку заручників. Операція в Нант була важливою віхою в історії RAID. Вона показала, що підрозділ здатний успішно проводити операції з порятунку заручників, навіть у складних умовах. Операція також показала, що RAID – це потужна сила, на яку можна покластися для захисту французьких громадян від тероризму.
25 лютого 1987 року спецпідрозділ RAID був задіяний для порятунку 15 заручників яких захопили і утримували у школі четверо озброєних чоловіків. Терористи були членами ліворадикального терористичного угрупування Пряма дія (Action Directe) і вимагали звільнення своїх соратників з в'язниці. Ця екстремістка група виступала проти тодішнього уряду Франції та була відповідальна за ряд терористичних актів, у тому числі за вбивства політиків і поліцейських. Офіцери RAID  вели переговори з терористами протягом 24 годин, але  ті відмовилися здатися. Зрештою RAID штурмували будівлю і вбили всіх чотирьох терористів.  
У травні 1993 року RAID був задіяний у порятунку 21 заручника в школі медсестр Неї-сюр-Сен, яких захопив француз алжирського походження Ерік Шмітт.  Ерік утримував заручників впродовж 46 годин погрожуючи підірвати всюштолу поясом з вибухівкою, за що отримав прізвисько серед журналістів Людина-бомба. Спецпризначенні RAID почали операцію коли терорист втратив інтерес до грошей та почав виглядати суіцидально, що могло призвести до загибелі заручників. Операція почалась на світанку коли терорист, ще дрімав. Увійшовши до класу, спецпризначенні спочатку накрили дітей матрацами, а потім вистрілили в Шмітта зі зброї з глушником, коли він раптово прокинувся і намагався підірвати пояс з вибухівкою.   
У 1996 році RAID нейтралізував групу терористів, які були пов’язані з Збройною ісламською групою Алжиру (GIA). Операція відбулася в місті Рубе, Франція, і в результаті загинуло 14 терористів і 1 поліцейський. Операція була успішною, оскільки вона запобігла потенційній терористичній атаці в Франції. Однак вона також мала трагічний наслідок, оскільки загинув поліцейський. Операція була успішною завдяки тісній співпраці між RAID та іншими французькими правоохоронними органами. RAID також отримав допомогу від американських спецслужб.
21 березня 2012 року RAID було задіяно під час облоги поліції в Тулузі на Мохаммеда Меру, головного підозрюваного за серію нападів зі стріляниною у Тулузі та Монтобан у 2012 році. Меру був членом Аль-Каїди і був відповідальним за загибель 7 людей і поранення понад 40. RAID оточив його квартиру, а після 30-годинної облоги підрозділ штурмував її, щоб схопити Меру. Після 4-хвилинної перестрілки Мера був застрелений снайпером RAID під час спроби втекти з будівлі.
9 січня 2015 року RAID спільно з BRI, підрозділом паризької столичної поліції, звільнили заручників захоплених в супермаркеті Hyper Cacher у Парижі. Терорист Амеді Кулібалі, який вже розшукувався поліцією за вчинене напередодні вбивство муніципальної поліцейської в Монруж. Поліцейські увірвалися до супермаркету і відкрили вогонь по терористу. Амеді Кулібалі загинув на місці, також був ранений один поліцейський. 
У ніч на 13 листопада 2015 року вісім терористів відкрили вогонь по натовпу людей, які перебували на концерті американського рок-гурту Eagles of Death Metal у театрі Bataclan у Парижі. У результаті нападу загинуло 90 людей і понад 400 отримали поранення. Терористи були членами Ісламської держави Іраку і Сирії (ІДІЛ). Вони увірвалися до театру о 21:40 і почали стріляти по натовпу. Учасники концерту сховались усередині театру, але терористи продовжували стріляти. О 00:15 RAID разом із Паризьким BRI штурмували театр. Поліцейські відкрили вогонь по терористам, і ті загинули. У ході штурму загинуло 13 поліцейських і 1 людина всередині театру. Операція з нейтралізації терористів у театрі Bataclan була успішною. Однак напад став одним із найкривавіших терористичних актів у історії Франції.
29-30 червня 2023 року спецпідрозділ залучався до придушення масових безладів та припинення мародерства у багатьох містах Франції. Поліцейські RAID були залучені до розгону демонстрацій, затримання підозрюваних і захисту важливих об’єктів. RAID також використовувався для надання допомоги іншим підрозділам поліції, наприклад, для надання медичної допомоги та евакуації постраждалих.

## Організація
RAID має загальну чисельність близько 450 чоловіків та жінок, приблизно. 180 з них - у Б'євірі, решта - у регіональних філіях, розташованих у Бордо, Гваделупа, Лілль, Ліон, Марсель, Монпельє, Ненсі, Нова Каледонія, Приємно, Ренн, Реюньйон, Страсбург і Тулуза.
Підрозділ "Bièvres" (Париж) розділений на три основні секції, в яких приблизно 60 членів:
Перший розділ: Перший розділ стосується звичайних завдань сили спеціального призначення: втручання, моніторинг, захист.
Другий розділ: Другий розділ - це відділ досліджень та розробок RAID. Він вивчає техніки та збирає інформацію. Цей розділ розділений на три групи:
Розвідувальна група
Технічна група
Група зброї
Третій розділ: Третій розділ стосується психологічних аспектів втручань. Він відповідає за переговори та антикризове управління. Він також надає психологічну підтримку поліцейським у підрозділі та в цілому Французька поліція. До його складу входять судові експерти, психолог та медики.
Група переговорів знаходиться в постійній готовності. Він має справу з суїцидами, жорстокими кризами, психічними розладами, кризами заручників та іншими основними проблемами, незалежно від решти RAID. Він оцінює небезпеку ситуації, пропонує можливі шляхи вирішення та допомагає у переговорах та вирішенні кризи. Якщо повинен втрутитися весь RAID, розділ "Переговори" використовується як розвідувальний підрозділ і готує втручання інших розділів. Щоб приєднатися до підрозділу, офіцеру потрібно п'ять років служби в Національна поліція і після проходження ретельного тестування він буде служити в RAID протягом п’яти років. З похвалою він може розширити його ще на п’ять років. Усі члени повинні залишити тактичний підрозділ через десять років. Кандидати мають бути до сорока років, щоб подати заявку. Жінки-офіцери приймаються майже на всі посади.
Вертолітну підтримку забезпечує Sécurité Civile та Національна жандармерія. Тактичним розгортанням великих груп займається GIH (Французька: Groupe interarmées d'hélicoptères) об'єднана армія / повітряні сили спеціальні операції політ оснащений SA330 PUMA вертольоти, що базуються поблизу Авіабаза Вільякубле. GIH була створена в 2006 році, спочатку для підтримки GIGN. Її роль була розширена для підтримки RAID у 2008 році.
Координація між GIGN та RAID займається спільна організація під назвою Ucofi (Французька: Unité de координації сил втручання сил). Протокол "керівник / послідовник" був встановлений для використання, коли обидва підрозділи повинні бути задіяні спільно, керівництво, що належить підрозділу, що діє у своїй основній зоні відповідальності.
RAID також є членом Європейського Союзу Мережа ATLAS, неформальна асоціація, що складається з підрозділів спеціальної поліції 28 штатів США Європейський Союз.

## Аналоги
- Австрія: EKO Cobra (абр. від нім. Einsatzkommando Cobra, укр. Оперативная группа Кобра) — спеціальний підрозділ Федеральної поліції Австрії;
- Бельгія: DSU (абр. від англ. Directorate of special units, нід. Directie van de speciale eenheden, укр. Управління спеціальних підрозділів) — спеціальні підрозділи Федеральної поліції Бельгії;
- Бразилія: BOPE (абр. від порт. Batalhão de Operações Policiais Especiais, укр. Батальйон спеціальних поліцейських операцій) — спецпідрозділ військової поліції штату Ріо-де-Жанейро у Бразилії;
- Велика Британія: MO19 (абр. від англ. Specialist Firearms Command, укр. Спеціально озброєний підрозділ) — озброєний підрозділ поліції Сполученого Королівства Великої Британії та Ірландії;;
- Німеччина: SEK (абр. від нім. Spezialeinsatzkommando, укр. Загін спеціального призначення) — спеціальні тактичні підрозділи Федеральної поліції Німеччини;
- Іспанія: GEO (абр. від ісл. Grupo Especial de Operaciones, укр. Спеціальна група по операціям) — спеціальний підрозділ Національного поліцейського корпусу Іспанії, призначений для виконання небезпечних операцій;
- Італія: NOCS (абр. від італ. Nucleo Operativo Centrale di Sicurezza, укр. Центральний оперативний підрозділ безпеки) — спеціальний підрозділ Державної поліції Італії для проведення операцій з високим ступенем ризику;;
- Південна Корея: SOU (абр. від англ. Special Operation Unit, кор. 警察特攻隊, укр. Загін спеціальних операцій) — спеціальні підрозділи, що створені при управліннях поліції в містах і провінціях Республіки Корея та контролюються Національним поліцейським агентством;
- Росія: СОБР (абр. від рос. Специальный отряд быстрого реагирования, укр. Спеціальний загін швидкого реагування) — один з федеральних і регіональних спеціальних підрозділів Федеральної служби військ національної гвардії Російської Федерації;
- США: SWAT (абр. від англ. Special Weapons and Tactics, укр. Спеціальна зброя і тактика) — спецпідрозділи в американських правоохоронних органах;
- Україна: КОРД (Корпус оперативно-раптової дії) — поліція особливого призначеннях Головних управлінь Національної поліції в областях, Автономній Республіці Крим, м. Севастополі та м. Києві;
- Японія: SAT (абр. від англ. Special Assault Team, яп. 特殊急襲部隊 (Tokushu Kyūshū Butai), укр. Спеціальна штурмова група) — спецпідрозділи при відділах громадської безпеки поліції префектур Національного поліційного агентства Японії.